# Christine Arron
Christine Arron (Les Abymes, Isla de Guadalupe; 13 de septiembre de 1973) es una exatleta francesa, especialista en pruebas de velocidad. Es la plusmarquista europea de los 100 metros lisos con 10.73.
Arron llegó desde Guadalupe a Francia en 1990, con dieciséis años. Es una de las mejores velocistas del mundo. Se dio a conocer en 1997 cuando fue cuarta en los 100 metros de los campeonatos mundiales de Atenas y bronce con el equipo francés de relevos 4 x 100 m.
En 1998 consiguió su triunfo más importante, en los campeonatos de Europa de Budapest, Hungría, donde ganó el oro de los 100 metros y además batió el récord europeo con 10.73, que lo tenía la rusa Irina Priválova desde 1994 con 10.77. Para completar su gran actuación, ganó el oro de los relevos 4 x 100 m con su país. Fue elegida como la mejor atleta europea del año.
En 1999 decepcionó bastante y solo pudo acabar sexta en los 100 m de los mundiales de Sevilla, España, con una marca de 10.97, que la situaron en novena posición del ranking mundial del año. En los relevos 4 x 100 Francia ganó la medalla de plata solo por detrás de Estados Unidos
Tuvo una muy discreta actuación en los Juegos Olímpicos de Sídney 2000, donde no pudo clasificarse para la final de 100 metros.
En 2001 decidió irse a Los Ángeles, Estados Unidos, para entrenar con el grupo de John Smith, un famoso preparador de velocistas, y preparar los mundiales de Edmonton, Canadá. Fue una amarga experiencia, por los duros entrenamientos y finalmente ni siquiera pudo acudir a los mundiales debido a una lesión. A partir de ahí decidió dejar el atletismo por un tiempo, y tomarse las cosas con más calma.
En junio de 2002 nació su primer hijo, Ethan, fruto de su unión con el ex vallista francés Dan Philibert. 
Tras un largo paréntesis regresó a la competición en 2003, y compitió en los mundiales celebrados en París, donde fue quinta en la final de 100 metros con 11.06, y ganó el oro con el equipo de relevos 4 x 100 de Francia, que estaba formado por Patricia Girard, Muriel Hurtis, Sylviane Félix y Christine Arron)
En 2004, aunque llegó a los Juegos Olímpicos de Atenas con una de las mejores marcas mundiales (10,95 pocas semanas antes) decepcionó y no consiguió acceder a la final de 100 m (fue sexta en su semifinal) ni tampoco a la de 200 m (séptima en semifinales). Al menos pudo ganar su primera medalla olímpica, pues Francia fue tercera en los relevos 4 x 100 metros, tras los equipos de Jamaica y Rusia. El equipo lo formaban Veronique Mang, Muriel Hurtis, Sylviane Félix y Christine Arron.
En 2005 parecía que los mundiales de Helsinki, Finlandia, eran su gran oportunidad en los 100 metros, una carrera sin ninguna favorita clara. Había causado una gran impresión en las eleminatorias, y en la final acabó en tercera posición con 10.98, en una final bajo la lluvia que fue ganada por la estadounidense Lauryn Williams (10,93), siendo segunda la jamaicana Veronica Campbell (10,95). En esos mundiales también consiguió el bronce en los 200 metros con 22.31, tras las norteamericanas Allyson Felix y Rachelle Boone-Smith.
Arron es una atleta de gran calidad que sin embargo suele fallar en las grandes competiciones, como mundiales o Juegos Olímpicos. Su manera de correr es muy elegante y técnicamente es de las mejores, aunque no destaca por su potencia muscular.
Su marca de 10,73 además de récord de Europa en la tercera marca mundial de todos los tiempos, solo superada por el estratosférico récord de Florence Griffith (10,49 en 1988) y los 10,65 hechos por Marion Jones en Johannesburgo, Sudáfrica, en 1998. Esto la ha llevado a hacer unas polémicas declaraciones en las que decía que ella era la verdadera plusmarquista mundial de la distancia, en referencia a las sospechas de dopaje que recaen tanto sobre Florence Griffith, como sobre Marion Jones. El año 2012, anunció su retiro de las competencias.
Mejores marcas:
- 100 metros - 10,73 (Récord de Europa)
- 200 metros - 22,26